# Велике Торонто
43°38′00″ пн. ш. 79°23′00″ зх. д. / 43.633333333333° пн. ш. 79.383333333333° зх. д.

Територія Великого Торонто

Велике Торонто (англ. Greater Toronto Area, GTA) - міська агломерація в канадській провінції Онтаріо. Включає місто Торонто і сусідні з ним округи Піл, Галтон, Йорк і Дарем.
У 2011 році площа склала близько 7124 км². Населення близько 5 583 000 осіб. Щільність близько 850 ос./км².
1. 1 2  Getty Research Institute Getty Thesaurus of Geographic Names — LA: Getty Research Institute, 1997.